# Homer Is Where the Art Isn't
"Homer Is Where the Art Isn't" (El hogar es donde no está el arte en Hispanoamérica y Homer está donde no está el arte en España) es el duodécimo episodio de la vigesimonovena temporada de la serie de dibujos animados Los Simpson y el episodio 630 de la serie en general. Se emitió en los Estados Unidos en Fox el 21 de enero de 2018. Es el episodio final escrito por el escritor de mucho tiempo Kevin Curran, que murió en 2016. El episodio está dedicado a Stephen Hawking quién falleció cuatro días antes de la transmisión del episodio.

## Argumento
En la casa de subastas de Gavelby, Homer y Mr. Burns pierden ante la magnate tecnológica Megan Matheson al pujar por el cuadro de Joan Miró La poetisa, con el que Homer está obsesionado, hasta el punto de intentar robar el cuadro al final de la subasta. Una vez que la pintura llega a su casa, Megan descubre que ha sido robada. El detective Manacek es llamado para resolver el caso.
Manacek va a casa de Megan debido a que aseguró la pintura por el doble del precio que pagó de 30 millones de dólares. Ella niega la acusación y envía a Manacek a la mansión de Burns. Demuestra que no soporta perder una oferta por una mujer, pero también rechaza la acusación y envía a Manacek al último sospechoso, Homer, debido a la obsesión que mostró al respecto. Homero le demuestra lo mucho que quiere la pintura en la Central Eléctrica, pero niega haberla robado. Por la noche, aparece en el apartamento de Manacek Brick Townhomes para convencerlo de que Homero es inocente, pero dice que sólo hablan en la cena. Así que Marge lo invita a cenar en su casa con su familia.
Después de la cena, Homer entra en pánico cuando empiezan a hablar, y Bart y Marge explican cómo Homer se obsesionó con la pintura en el Museo de Bellas Artes de Springfield mientras acompañaba una excursión allí, incluso soñando con ella por la noche. Lisa revela entonces que Homero confió en ella acerca de la pintura, formando un interés común entre ellos. Los dos se dirigieron al museo, pero lo cerraron por falta de fondos y la pintura fue enviada a una casa de subastas. Los habitantes de Springfield protestaron por el cierre del museo mientras que el Joe Quimby explicó los recortes, incluyendo el recorte de 1/3 del Departamento de Policía de Springfield con Eddie siendo despedido, resultando en que ellos renunciaron a las protestas. Homero entonces decidió entrar en la subasta en un intento de salvar la pintura, donde la escena regresa al inicio del episodio donde las ofertas se llevaron a cabo, y Homero trató de robarla.
Después de la historia, Homer se escapa de casa, pero Manacek lo encuentra en el museo donde le asegura que es inocente porque lo encuentra demasiado tonto para robar nada. Más tarde, Manacek reúne a todos los sospechosos en el museo y revela que Megan y Burns son los ladrones del cuadro. Megan intercambió los guardia de seguridad por gemelos contratados por ella, para simular el robo, para que ella pudiera cobrar la póliza de seguro para su novia. Sin embargo, Burns se le adelantó cuando construyó una casa de subastas idéntica al original y la robó de la bóveda.
Después de que Megan y Burns son arrestados y el cuadro es recuperado de la mansión de Burns, Manacek revela que la verdadera culpable no es otra que la propia Lisa, ya que el cuadro no es más que su bolsa de plástico. Lisa explica que cambió la pintura en secreto antes de la subasta, para que no fuera a las casas de los millonarios escondidas de la gente que las ama, como Homero. Cuando la propiedad del cuadro vuelve a la ciudad, se devuelve a Mayor Quimby, quien decide conservarlo en el Springfield Arena Football Arena, construido con el dinero de la venta de las artes públicas, donde Homero y Lisa van felices a ver el cuadro juntos.
Durante los créditos, hay diferentes tomas de Manacek como si fueran parte de un programa de televisión de detectives.

## Recepción
Dennis Perkins de The A.V. Club dio a este episodio una B, declarando, "En este punto en su carrera récord, The Simpsons tiene derecho -alentado, incluso- a jugar con su formato todo lo que quiera. Aquí, el estilo tradicional de narración lineal de comedias de situación de la serie se invierte, desde el clásico tema musical hasta el final. Empezando con Homero, vestidos elegantes y una paleta de ping pong listos, pujando millones de dólares por el cuadro abstracto de Joan Miró La poetisa, siendo superada primero por Mr. Burns y luego por la magnate multimillonaria de la tecnología Megan Matheson (Cecily Strong), y, enfurecida, siendo arrastrada por los gritos de seguridad, "No tomes ese cuadro, me encanta" -claramente, hay un misterio aquí. Tanto en lo que se refiere a los cómo y por qué Homer J. Simpson está involucrado en intrigas artísticas de alto nivel, como a la forma que está tomando este rejuvenecimiento de la fórmula de los Simpson. Es estupendo".
"Homer Is Where the Art Isn't" obtuvo una puntuación de 0,8 con una acción de 3 y fue visto por 2,10 millones de personas, lo que lo convierte en el segundo programa de Fox mejor valorado de la noche, por detrás de Family Guy.
El escritor Rich Heldenfels, del "Akron Beacon Journal", dijo que el episodio era una parodia de Banacek.